# Лапшин, Николай Фёдорович
Никола́й Фёдорович Лапши́н (29 января [10 февраля] 1891 или 10 февраля 1891, Санкт-Петербург — 24 февраля 1942, Ленинград) — русский и советский живописец, график, педагог, книжный иллюстратор, член Ленинградского Союза художников, театральный художник, автор статей по вопросам искусства. Один из представителей ленинградской пейзажной школы.

## Биография
Двоюродный брат — Николай Янкин (1887 — не ранее лета 1942), российский и советский художник. Художественное образование Н. Ф. Лапшина не было систематическим: он учился в начальной школе ЦУТР барона Штиглица (1900), в Политехническом институте (1909), в рисовальной школе Общества поощрения художеств у Ивана Билибина, Аркадия Рылова, Николая Химоны (1912—1915), в частных студиях Яна Ционглинского (1911—1912) и Михаила Бернштейна (1913—1914). Участвовал в Первой Мировой войне, был ранен.
В 1913 году в Москве познакомился с Михаилом Ларионовым и Натальей Гончаровой, под их влиянием обращается к изучению русской иконописи и народного искусства. Занимается вместе с Н. Гончаровой росписью декораций для постановки оперы Н. Римского-Корсакова «Золотой петушок».
Первая выставка, в которой Лапшин принял участие, — «Мишень» (1913). На выставке «№ 4. Футуристы, лучисты и примитив» в 1913 году Лапшин (под фамилией Лопатин) экспонировал несколько картин, вдохновлённых «лучизмом» М. Ларионова. Входил в созданную в 1914 году группу «Бескровное убийство».
Член объединений: «Союз молодёжи» (1917—1919), ОНТ — Объединение новейших течений (1922—1923), Общество художников-индивидуалистов (с 1922), «4 искусства» (с 1926).
В 1920-е годы выступал как художественный критик. В 1922 году — сотрудник Декоративного института. В 1920—1921 годах заведовал секцией в Отделе ИЗО Наркомпроса.
Основной этап творчества художника начинается с периода 1920-х годов. В 1921—1923 годах Лапшин работал помощником директора Музея художественной Культуры. Многие позиции в собирательской, выставочной и другой практической деятельности МХК вырабатывались совместно Н. Н. Пуниным и Н. Ф. Лапшиным. На базе этого музея в 1923—1926 годах был создан ГИНХУК — Государственный институт Художественной культуры, руководимый К. С. Малевичем. Сближение с художниками авангарда оказало на Лапшина формирующее воздействие, придав его творчеству постоянное стремление к новому, влечение к усиленной выразительности художественного высказывания; эти качества и определяют Лапшина как художника.
Преподавал в Художественно-технических мастерских (1920—1922), в Ленинградском строительном техникуме (1931—1933), в Ленинградском институте инженеров коммунального хозяйства (1923), на графическом (1929—1941) и на архитектурном факультете ВХУТЕМАС — ЛИЖСА ВАХ (с 1933).
C 1928 по 1935 годы был художественным редактором журнала «Ёж». Работал также в журналах «Жизнь искусства», «Робинзон» и др. В книжной графике Н. Ф. Лапшин стал одним из зачинателей иллюстрирования «познавательных» (научно-популярных) книг для среднего школьного возраста, доказывая своей работой, что авторы текста и иллюстраций являются двумя авторами одной книги. Лапшин в книжной графике с середины 1920-х и иллюстрировал книги разных авторов, в том числе Н.Заболоцкого (под псевдонимом Я. Миллер).
Чаще всего имя Лапшина в детской книге связывают с именем М. Ильина. Некоторые их совместно сделанные книги (не менее четырёх) вышли в 1930-е годы в США. Всего Н. Ф. Лапшиным проиллюстрировано свыше 50 книг для детей.
Лапшин иллюстрировал книги при помощи крохотных рисунков-ремарок, отличавшихся лаконизмом и острой выразительностью. В качестве соавтора совместно с Осипом Мандельштамом работал над книгой «Шары» (Л:ГИЗ, 1926). Наиболее известная книга, проиллюстрированная Н. Лапшиным и получившая Международную премию на конкурсе художников детской книги в США: «Путешествия Марко Поло», Нью-Йорк, 1934.
Кроме книжной и станковой графики, Николай Лапшин занимался живописью, прикладным искусством, оформлял спектакли в театрах. В последние годы жизни работал над серией видов Ленинграда. Среди них — «Первый снег» (1934, ГРМ), «Переход через Неву» (1935, ГРМ). Наиболее значительным периодом работы Лапшина в станковой графике считаются серии акварелей, сделанные в промежутке между 1936 и 1941 годом.
Был женат на Вере Васильевне Спехиной (1894 — 24.1.1942, умерла в блокаду). Жил в Петербурге, на набережной Мойки, д. 64, кв. 32. В этой же коммунальной квартире жил подросток Рихард Васми, бравший у Лапшина уроки рисования.
Умер от голода в блокадном Ленинграде, 24 февраля 1942 года. В последние месяцы жизни написал воспоминания, изданные в 2005 году.

## Творчество
Художник Петербурга-Петрограда-Ленинграда, в этом городе он родился и прожил всю жизнь. В городских пейзажах Н. Ф. Лапшина, как это вообще свойственно петербургскому и ленинградскому искусству, рациональное — строгий профессиональный расчёт и внутренняя самодисциплина художника — всегда сопутствует эмоциональному. Живописная система Лапшина строится на следующих принципах: выверенная конструктивная построенность, строгий отбор компонентов избранного мотива, и лаконизм колористического решения, с поражающей точностью попадающего в характер времени и места. Принцип его работы с пейзажем — работа по представлению, позволяющая из непосредственных наблюдений натуры силой обобщающего художественного мышления добиться цельности произведения.
Именно общность этих принципов, разделяемых Лапшиным с близкими ему по духу художниками, стали основой такого явления, как ленинградская школа живописи, иногда называемой ленинградской школой пейзажной живописи: «своеобразная школа камерного пейзажа, возникшая в Ленинграде… Многочисленные традиции… оказали влияние на формирование этой школы.» Большинство указанных художников объединяли их «декларированная ориентация на французскую живопись», преимущественно на А. Марке, А. Матисса, Р. Дюфи и других художников, нередко упоминается и обучение у А. Е. Карева и К. С. Петрова-Водкина, а также обучение и работа у В. В. Лебедева.
Ленинградская школа живописи объединяет круг мастеров, чьё творчество (по методу работы и по мировосприятию) имело ряд общих черт, в совокупности достаточных для того, чтобы назвать их школой, и Н. Ф. Лапшин считается в ней ключевой фигурой.
Ленинградская школа живописи в известном смысле противопоставлялась живописи московских художников, связанных с традициями «Союза русских художников» и «Бубнового валета». Г. Г. Поспелов отмечает общую для ленинградских живописных школ «светоносность цвета». Л. В. Мочалов отмечает у этих художников колористическую сдержанность и акварельную прозрачность цвета, работу с тоном.
Общими характеристиками для Н. Ф. Лапшина и других художников многих исследователей характеристиками ленинградской школы считаются: простота исполнения; широта живописного приема; принципиальное использование «быстрого письма»; обязательное сохранение плоскости картины; ограничение в цвете; значимость силуэта; использование прозрачных, серебристых, и мягких тональных гамм и размытых контуров предметов; стремлении работать внутри определённых границ или « канонов»; точность отображения пропорций архитектуры; использование в живописи графических элементов.
Принцип работы этих художников в избранном ими жанре пейзажа определён Г. Н. Трауготом: «Пейзаж по существу включает в себя мировоззрение эпохи». Пейзаж обычно создавался по воспоминанию, иногда это был один и тот же постоянно повторяющийся мотив, часто — вид из одного и того же окна. Н. Ф. Лапшин постоянно писал пейзажи из окна своей квартиры на набережной Мойки; так же и в большинстве своём пейзажисты ленинградской школы постоянно писали вид из окна своей мастерской — А. Е. Карев, А. И. Русаков, А. С. Ведерников, а также В. В. Лебедев.
Л. В. Мочалов первоначально определив ленинградскую школу живописи, как преимущественно пейзажную, неоднократно в своих статьях с 1976 по 2005 год, подчёркивает, что всё же неверно определять ленинградскую школу живописи как пейзажную, потому что художники школы работали в самых разных жанрах.
Традицию ленинградской школы с конца 1940-х гг. поддержали также художники А. Д. Арефьев и Рихард Васми, испытавший прямое влияние Н. Ф. Лапшина.

## Картины

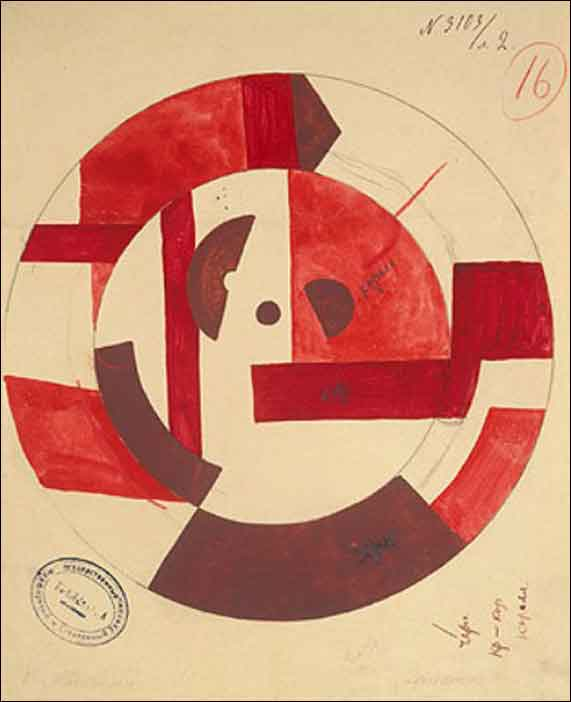
Рисунок тарелки «Красная». Ок. 1923
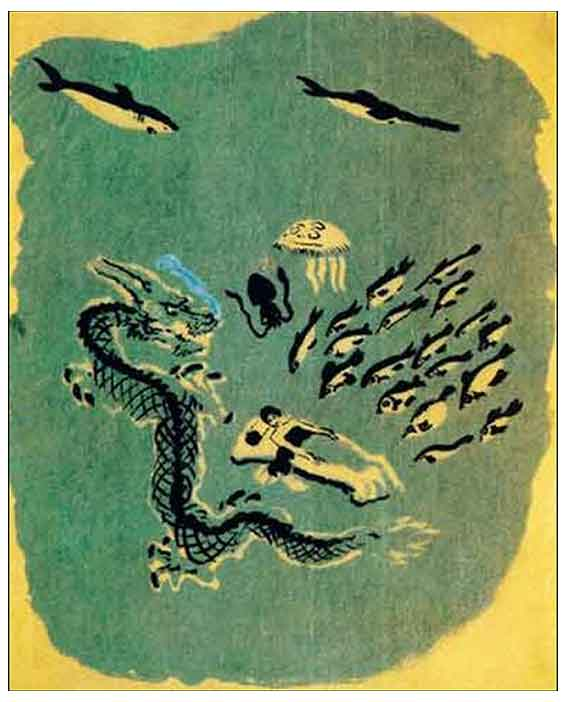
Иллюстрация к книге «Японские народные сказки». 1936
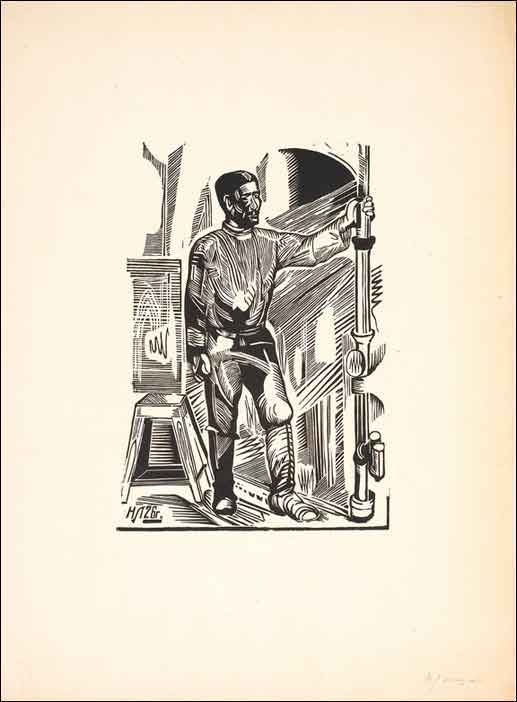
Рабочий. Ксилография. 1928
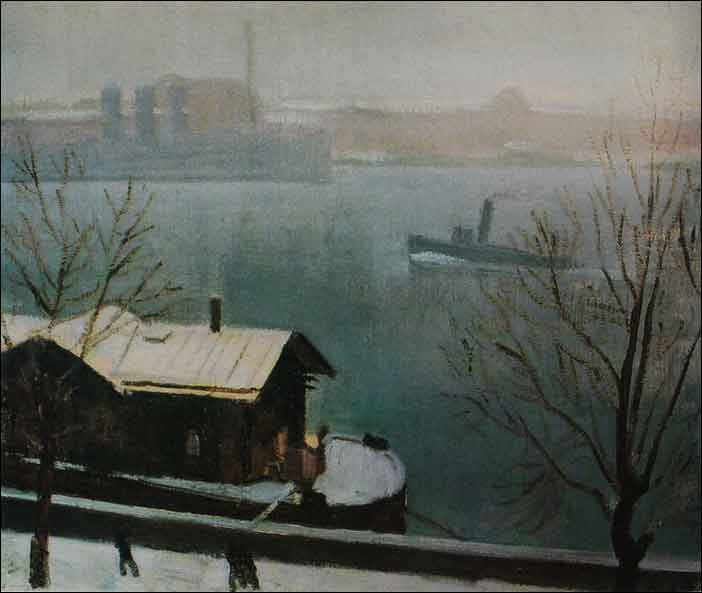
Нева. Первый снег. 1934
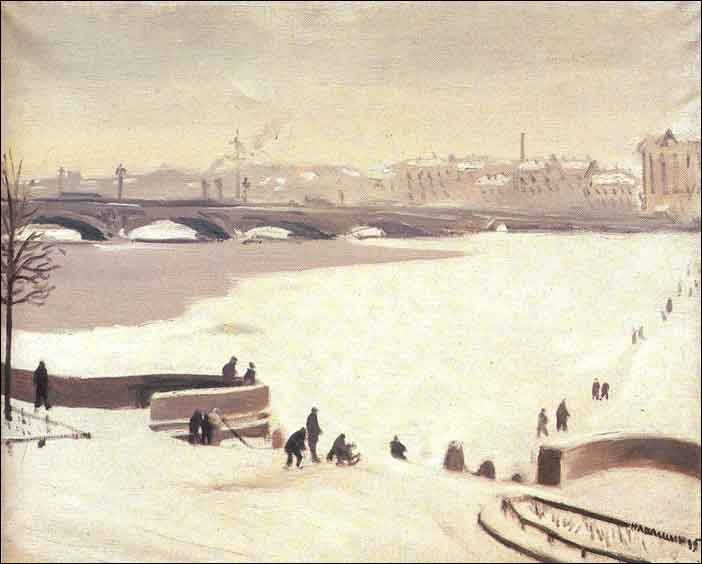
Переход через Неву. 1935

## Книги, проиллюстрированные Н. Ф. Лапшиным (избранные)
- Любавина Н. Как пропала Баба-Яга. Пг.: Сегодня, 1918
- Житков Б. Воздушный шар. М.; Л.: Гос. изд-во, 1926
- Мандельштам О. Шары. Л.: Гос. изд-во, 1926
- Полонская Е. Часы. М.; Л.: Гос. изд-во, 1927
- Ильин М. (И. Я. Маршак). Который час? (Рассказы о времени). М.; Л.: Гос. изд-во, 1927. (Переизд.: 1930, 1931, 1935)
- Ильин М.(И. Я. Маршак). Солнце на столе: Рассказы об освещении. М.;Л.: Гос. изд-во, 1927. (Переизд.: 1928, 1929, 1932, 1933, 1934, 1935)
- Ильин М. (И. Я. Маршак). Который час? (Рассказы о времени). М.; Л.:Гос. изд-во, тип. Печатный двор в Лгр., 1927. (Переизд.: 1930, 1931,

1933, 1934, 1935, 1936)
- Ильин М. (И. Я. Маршак). Чёрным по белому: (Рассказы о книгах). М.;Л.: Гос. изд-во, тип. Печатный двор в Лгр., 1928. (Переизд.: 1930,

1932, 1933, 1934, 1935; 1941)
- Беюл Н. Письма из Африки / Обраб. Н. Заболоцкого. М.; Л.: Гос. изд-во, 1928
- Вайсенберг Л. Приключения Джека Лондона. М.: Гос. изд-во, 1929
- Данько Е. Я.. Китайский секрет. М.; Л.:Гос. изд-во, 1929. (Переизд.: 1931, 1933, 1935, 1941, 1946)
- Ильин М. (И. Я. Маршак). Дело о растрате: (О потерях от нерациональной организации производства). М.; Л.: Гос. изд-во, тип. Печатный двор в

Лгр., 1929
- Ильин М. (И. Я. Маршак). Жёлтый крест. М.; Л.: Гос. изд-во, тип. Печатный двор в Лгр., 1929
- Ильин М. (И. Я. Маршак). Сто тысяч почему. М.; Л.: Гос. изд-во, тип. Печатный двор в Лгр., 1929. (Переизд.: 1930, 1933, 1934, 1935, 1936)
- Фламмарион К. Звездная книга / Перераб. Я. И. Перельмана. М.: Гос. изд-во,1929
- Годин К. Питт Бурн / Пер. с нем. А. И. Магеровской; Обраб. А.Чумаченко. М.; Л.: Гос. изд-во, 1930
- Ильин М. (И. Я. Маршак). Как автомобиль учился ходить. М.; Л.: Гос.изд-во, тип. Печатный двор в Лгр., 1930. (Обл.; Переизд.: 1931)
- Ильин М. (И. Я. Маршак). Когда оживут вещи / Обл. С. Бигоса. М.; Л.: Молодая гвардия, 1930
- Ильин М. (И. Я. Маршак). Фабрика будущего / Обл. С. Бигоса. М.; Л. Молодая гвардия, 1930
- Шварц Е. Карта с приключениями. М.; Л.: Гос. изд-во, 1930
- Богданович Т. Соль Вычегодская: (Строгановы). М.; Л.: Молодая гвардия,1931
- Данько Е. Деревянные актеры: Повесть. М.; Л.: Огиз; Молодая гвардия, 1931
- Миллер Я. (Н. Заболоцкий). Таинственный город. М.; Л.: ГИЗ, 1931
- Скалдин А. Колдун и учёный. М.; Л.: Молодая гвардия, 1931
- Шварц Е. Приключения В. И. Медведя. М.; Л.: Молодая гвардия, 1932
- Ilin М., Lapshin N. What time is it ? The story of clocks. London: George Routledge and sons, 1932
- Ilin M., Lapshin N.Black on White. London: George Routledge and sons, 1932
- Ilin M., Lapshin N.100 000 Whys. London: George Routledge and sons, 1932
- Константинов Н. Книга рассказывает. Л.: Детгиз, 1934. (Переизд.: 1936)
- Путешествия Марко Поло. New-York: The Limited Ed. Club, 1934
- Ильин М. (И. Я. Маршак). Горы и люди: Рассказы о перестройке природы. М.; Л.: Детгиз, 1934. (Переизд.: 1935, 1936, 1937)
- Бэрд Р. Снова в Антарктике: (Вторая антарктическая экспедиция) / Пер.с англ.; Под ред. В. Ю. Возе. Л.: Изд-во Главсевморпути, 1935.(Переизд.: 1937)
- Бронштейн М. Солнечное вещество. Л.: Дет. изд-во ЦК ВЛКСМ, 1936.Ильин М. (И. Я. Маршак). Рассказы о вещах. М.; Л.: Дет. изд-во ЦК ВЛКСМ, 1936. (Переизд.: 1940, 1946, 1968)
- Константинов Н. Карта рассказывает. М.; Л.: Дет. изд-во ЦК ВЛКСМ, 1936
- Ильин М. (И. Я. Маршак). Рассказы о вещах. М.; Л.: Дет. изд-во ЦК ВЛКСМ, 1936. (Переизд.: 1940, 1946, 1968)
- Японские народные сказки / Пер. и обраб. Н. Фельдман; Под общ. ред. С. Маршака. М.; Л.: Детгиз, 1936. (Переизд.: 1965)
- Свешников М. Тайны стекла. Л.: Лениздат, 1940
- Ильин М. (И. Я. Маршак). Сто тысяч почему. Путешествие по комнате. Который час? Рассказы о времени. Чёрным по белому. Рассказы о книгах. Л.: Дет. лит., Ленингр. отд-ние, 1989